# マジェスティックウォリアー
マジェスティックウォリアー（Majestic Warrior、2005年4月9日 - ）は、アメリカ合衆国の競走馬・種牡馬。2007年のホープフルステークスの勝ち馬である。

## 現役時代
2007年8月にデビュー勝ちを飾ると、次戦のホープフルステークス(GI)を最後方からの一気の追い込みで制して無傷の2連勝でのGI制覇を果たす。
しかし、3戦目のシャンペンステークス(GI)で6着に敗れると、3歳時になっても輝きを取り戻せないまま、2008年のウッディスティーヴンスステークス(GII)4着を最後に現役を引退した。

### 競走成績
以下の内容は、EQUIBASEの情報に基づく。
| 出走日     | 競馬場                 | 競走名                           | 格 | 距離   | 着順 | 騎手           | 着差     | 1着（2着）馬         |
| ---------- | ---------------------- | -------------------------------- | -- | ------ | ---- | -------------- | -------- | -------------------- |
| 2007.08.04 | サラトガ               | 未勝利                           |    | ダ6.5f | 1着  | J.ヴェラスケス | 3馬身1/2 | （Mythical Pegasus） |
| 0000.09.03 | サラトガ               | ホープフルステークス             | G1 | ダ7f   | 1着  | G.ゴメス       | 2馬身1/4 | （Ready's Image）    |
| 0000.10.06 | ベルモントパーク       | シャンペンステークス             | G1 | ダ8f   | 6着  | G.ゴメス       |          | War Pass             |
| 2008.03.08 | フェアグラウンズ       | ルイジアナダービー               | G2 | ダ8.5f | 7着  | G.ゴメス       |          | Pyro                 |
| 0000.03.29 | ガルフストリームパーク | フロリダダービー                 | G1 | ダ9f   | 6着  | R.ダグラス     |          | Big Brown            |
| 0000.04.26 | チャーチルダウンズ     | ダービートライアルステークス     |    | ダ7.5f | 4着  | R.アルバラード |          | Macho Again          |
| 0000.06.07 | ベルモントパーク       | ウッディスティーヴンスステークス | G2 | ダ7f   | 4着  | K.デザーモ     |          | J Be K               |

## 種牡馬時代
2009年からアッシュフォードスタッドで種牡馬入りし、初年度から100頭以上の交配相手を集めた。2012年に初年度産駒がデビューすると、年内に同年の新種牡馬では最多となる30頭の産駒が勝ち上がった。その中の一頭プリンセスオブシルマーが2013年にコーチングクラブアメリカンオークスでの6馬身差圧勝を含むGI4勝の活躍を見せ、同年の北米セカンドシーズンサイアーランキング1位に輝いた。また、日本に輸入された初年度産駒からは、2014年と2015年のマイルチャンピオンシップ南部杯を連覇したベストウォーリアが出ている。
2015年11月に日本のイーストスタッドへ導入され、リース形式のシンジケートは即日満口となった。翌2016年から供用が開始され、初年度の種付け料は受胎条件200万円に設定され、127頭の繁殖牝馬を集めた。日本供用後の初年度産駒は2019年にデビューした。

### 年度別種牡馬成績
- マジェスティックウォリアーの産駒成績（netkeiba.com）を参照

### 主な産駒
- 太字はGI・JpnI競走を示す

#### グレード制重賞優勝馬
- 2010年産
  - プリンセスオブシルマー / Princess of Sylmar（2013年CCAオークス、ケンタッキーオークス、ベルデイムステークス、アラバマステークス）
  - ベストウォーリア（2013年ユニコーンステークス、2014年・2015年マイルチャンピオンシップ南部杯、プロキオンステークス）[6]
- 2015年産
  - エアアルマス（2020年東海ステークス）
- 2017年産
  - サンライズホープ（2021年シリウスステークス、2022年みやこステークス）[7]
  - プロミストウォリア（2023年東海ステークス、アンタレスステークス）[8]
  - ライトウォーリア（2022年埼玉新聞栄冠賞、勝島王冠、2024年報知オールスターカップ、川崎記念、2025年大井記念）[9]
- 2018年産
  - スマッシャー（2021年ユニコーンステークス）
- 2021年産
  - ラムジェット（2024年ユニコーンステークス、東京ダービー）

#### 地方重賞優勝馬
- 2017年産
  - ヘイセイメジャー（2019年イノセントカップ、サッポロクラシックカップ）[10]
- 2018年産
  - セイカメテオポリス（2021年戸塚記念、2023年オグリキャップ記念、大井記念、東京記念、2024年はがくれ大賞典）[11]
- 2019年産
  - スティールルージュ（2021年フルールカップ、ローレル賞、2022年ユングフラウ賞、若潮スプリント、2023年しらさぎ賞）[12]
  - レイジーウォリアー（2022年新春ペガサスカップ、2023年撫子争覇、2024年徽軫賞）[13]
  - リベイクフルシティ（2022年ゴールドジュニア）[14]
  - テイエムフェロー（2024年佐賀スプリングカップ、佐賀がばいスプリント、吉野ヶ里記念）[15]
- 2020年産
  - サンテックス（2025年名港盃）[16]
- 2021年産
  - カプセル（2023年平和賞）[17]
  - ローリエフレイバー（2023年東京2歳優駿牝馬、2024年ロジータ記念）[18]
  - ミトノウォリアー（2024年ゴールドジュニア、新緑賞）[19]
  - ギガース（2024年ニューイヤーカップ、ネクストスター東日本、若潮スプリント）[20]

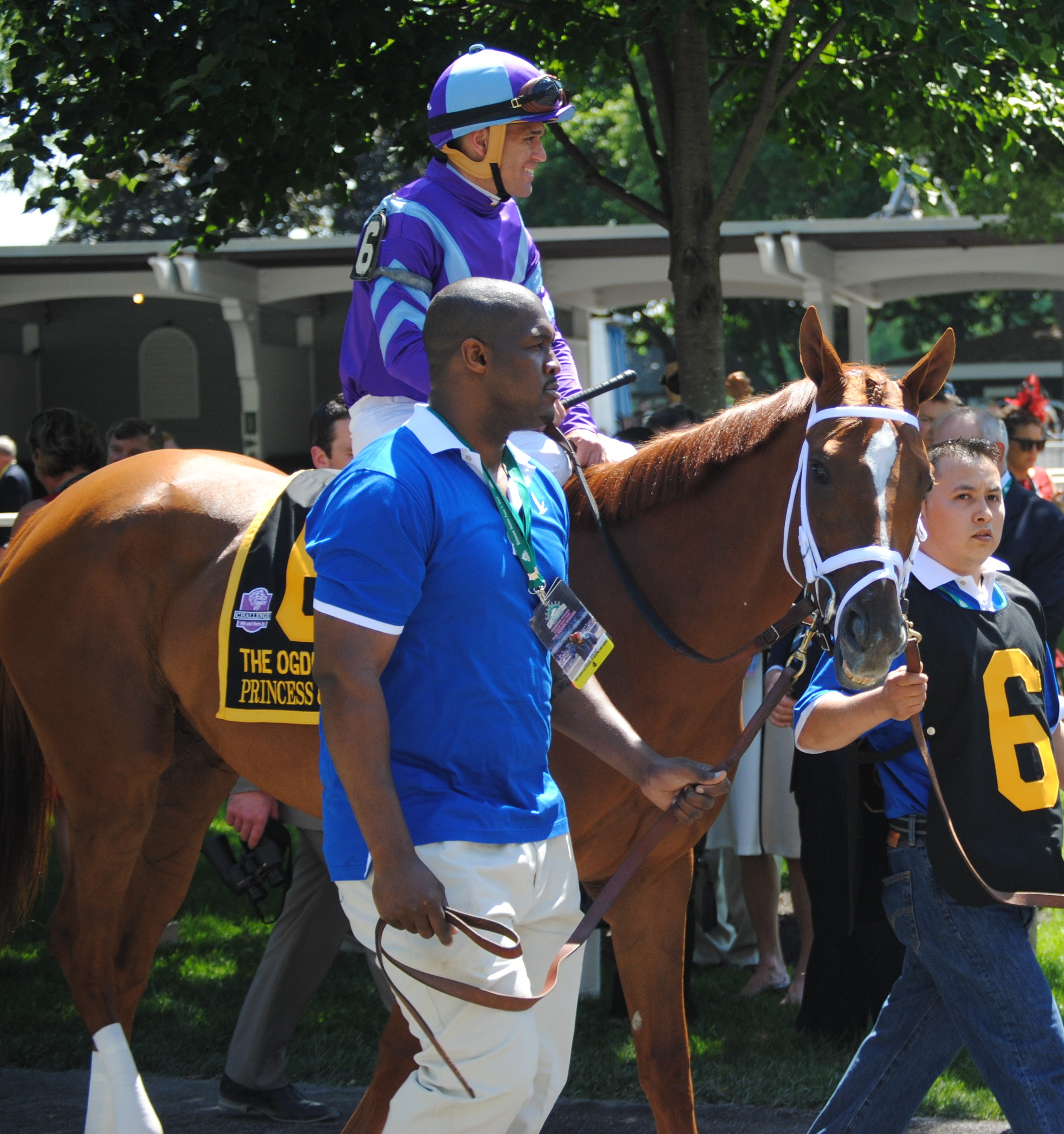
プリンセスオブシルマー（2010年産）
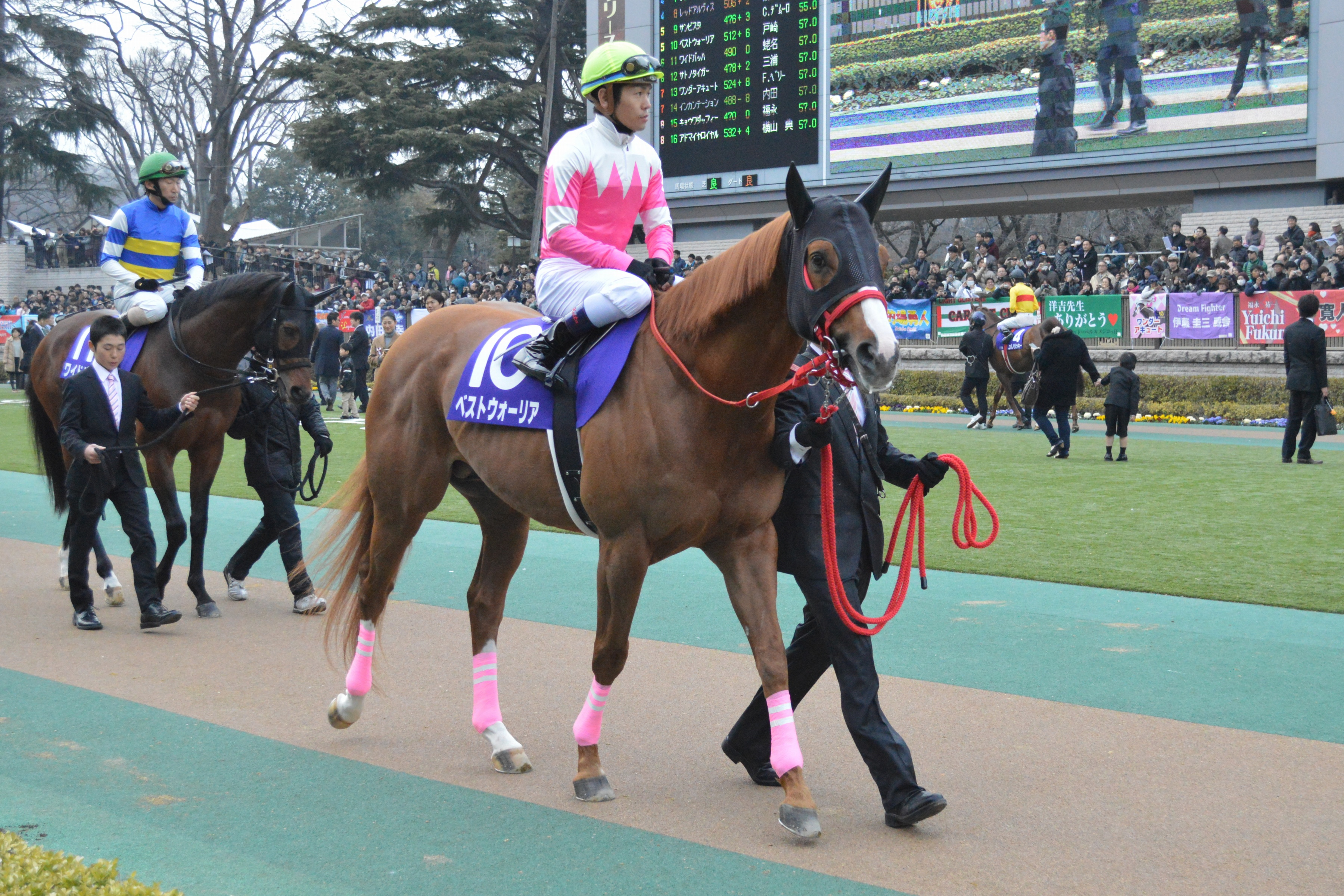
ベストウォーリア（2010年産）

#### 母の父としての代表産駒
- 2020年産
  - ニューゲート / Newgate（2024年サンタアニタハンデキャップ）

## 血統表
| マジェスティックウォリアーの血統 | マジェスティックウォリアーの血統                                       | マジェスティックウォリアーの血統                                       | （血統表の出典）                                                       | （血統表の出典） |
| 父系                             | シアトルスルー系                                                       | シアトルスルー系                                                       | シアトルスルー系                                                       |                  |
| 父 A.P. Indy 1989 黒鹿毛         | 父の父Seattle Slew 1974 黒鹿毛                                         | Bold Reasoning                                                         | Boldnesian                                                             | Boldnesian       |
| 父 A.P. Indy 1989 黒鹿毛         | 父の父Seattle Slew 1974 黒鹿毛                                         | Bold Reasoning                                                         | Reason to Earn                                                         |                  |
| 父 A.P. Indy 1989 黒鹿毛         | 父の父Seattle Slew 1974 黒鹿毛                                         | My Charmer                                                             | Poker                                                                  | Poker            |
| 父 A.P. Indy 1989 黒鹿毛         | 父の父Seattle Slew 1974 黒鹿毛                                         | My Charmer                                                             | Fair Charmer                                                           |                  |
| 父 A.P. Indy 1989 黒鹿毛         | 父の母Weekend Surprise 1980 鹿毛                                       | Secretariat                                                            | Bold Ruler                                                             | Bold Ruler       |
| 父 A.P. Indy 1989 黒鹿毛         | 父の母Weekend Surprise 1980 鹿毛                                       | Secretariat                                                            | Somethingroyal                                                         |                  |
| 父 A.P. Indy 1989 黒鹿毛         | 父の母Weekend Surprise 1980 鹿毛                                       | Lassie Dear                                                            | Buckpasser                                                             | Buckpasser       |
| 父 A.P. Indy 1989 黒鹿毛         | 父の母Weekend Surprise 1980 鹿毛                                       | Lassie Dear                                                            | Gay Missile                                                            |                  |
| 母 Dream Supreme 1997 黒鹿毛     | 母の父Seeking the Gold 1985 鹿毛                                       | Mr. Prospector                                                         | Raise a Native                                                         | Raise a Native   |
| 母 Dream Supreme 1997 黒鹿毛     | 母の父Seeking the Gold 1985 鹿毛                                       | Mr. Prospector                                                         | Gold Digger                                                            |                  |
| 母 Dream Supreme 1997 黒鹿毛     | 母の父Seeking the Gold 1985 鹿毛                                       | Con Game                                                               | Buckpasser                                                             | Buckpasser       |
| 母 Dream Supreme 1997 黒鹿毛     | 母の父Seeking the Gold 1985 鹿毛                                       | Con Game                                                               | Broadway                                                               |                  |
| 母 Dream Supreme 1997 黒鹿毛     | 母の母Spinning Round 1989 鹿毛                                         | Dixieland Band                                                         | Northern Dancer                                                        | Northern Dancer  |
| 母 Dream Supreme 1997 黒鹿毛     | 母の母Spinning Round 1989 鹿毛                                         | Dixieland Band                                                         | Mississippi Mud                                                        |                  |
| 母 Dream Supreme 1997 黒鹿毛     | 母の母Spinning Round 1989 鹿毛                                         | Take Heart                                                             | Secretariat                                                            | Secretariat      |
| 母 Dream Supreme 1997 黒鹿毛     | 母の母Spinning Round 1989 鹿毛                                         | Take Heart                                                             | Deck Stewardess                                                        |                  |
| 母系(F-No.)                      | (FN:7-f)                                                               | (FN:7-f)                                                               | (FN:7-f)                                                               | [ § 2 ]          |
| 5代内の近親交配                  | Secretariat3×4＝18.75%、Bold Ruler5×4×5＝12.50%、Buckpasser4×4＝12.50% | Secretariat3×4＝18.75%、Bold Ruler5×4×5＝12.50%、Buckpasser4×4＝12.50% | Secretariat3×4＝18.75%、Bold Ruler5×4×5＝12.50%、Buckpasser4×4＝12.50% | [ § 3 ]          |
| 出典                             | 1. 2. 3.                                                               | 1. 2. 3.                                                               | 1. 2. 3.                                                               | 1. 2. 3.         |

母ドリームスプリーム（Dream Supreme）は2000年の米GIテストステークス、バレリーナステークスを含む重賞6勝の名牝。その母スピニングラウンド（Spinning Round）も米GIバレリーナステークスの勝ち馬。